# (38978) 2000 UA2
(38978) 2000 UA2 est un astéroïde de la ceinture principale d'astéroïdes découvert en 2000.

## Description
(38978) 2000 UA2 a été découvert le 22 octobre 2000 à Višnjan, une municipalité située dans le comitat d'Istrie en Croatie, par Korado Korlević.

### Caractéristiques orbitales
L'orbite de cet astéroïde est caractérisée par un demi-grand axe de 2,64 ua, un périhélie de 2,22 ua, une excentricité de 0,16 et une inclinaison de 4,46° par rapport à l'écliptique. Du fait de ces caractéristiques, à savoir un demi-grand axe compris entre 2 et 3,2 ua et un périhélie supérieur à 1,666 ua, il est classé, selon la JPL Small-Body Database, comme objet de la ceinture principale d'astéroïdes.

### Caractéristiques physiques
(38978) 2000 UA2 a une magnitude absolue (H) de 15,1 et un albédo estimé à 0,205.